# Euprosthenops wuehlischi
Euprosthenops wuehlischi är en spindelart som beskrevs av Roewer 1955. Euprosthenops wuehlischi ingår i släktet Euprosthenops och familjen vårdnätsspindlar.
Artens utbredningsområde är Namibia. Inga underarter finns listade i Catalogue of Life.